# 電路測試
電路測試（In-circuit test），也稱為在線測試，ICT或ICT測試，是用電子探針對印制电路板（PCB）的測試，屬於白盒测试，可以測試電阻、電容、電感等電路元件的開路及短路，以及一些電路元件是否有正確組裝的資訊。電路測試可以用針床測試製具進行，也可以用特殊的測試設備，或是無治具電路測試（fixtureless in-circuit test）設備來進行。

## 電路測試的治具
電路測試常會配合針床測試製具進行，此治具上面有許多稱為pogo pin的彈簧銷。在配合電路板測試時，將電路板對準針床，並加壓力使電路板和針床接觸，彈簧銷會接觸到電路板事先規劃的金屬導體測試點，因此可以透過這些測試點進行電路測試。針床測試設備的優點可以同時進行多個測試，不過在測試時會讓電路皮承受很大的壓力。
飛針測試是另外一種測試的方式，對電路板施加的壓力會比較小，不過在測試時，飛針需在各測試點之間移動，速度較慢。

## 測試程序的範例
- 將電容器（特別是電解電容器）放電。這項是為了安全性以及量測穩定性的考量，需在其他測試項目之前優先進行。
- 接觸測試（確認測試系統已連接上被测器件）。
- 短路測試（測試焊點是否有短路和開路）
- 類比測試（測試所有類比元件的位置及阻值容值是否正常）
- 測試元件是否有已損壞的開路引腳。
- 測試電容極性是否正確。
- 類比電路送電（確認穩壓器及運算放大器等元件是否正常
- JTAG邊界掃描測試[2]
- 測試Flash memory、EEPROM及其他儲存裝置
- 待測設備斷電後，將電容器放電。

## 相關技術
以下列舉在製造電路板時，測試電路是否正常的技術：
- 在印制电路板還沒有零件時，進行的印制电路板測試
- AXI（自動X光檢測（英语：Automated x-ray inspection））
- JTAG（边界扫描技術）
- AOI（自動光學檢測）
- 功能測試（如验收测试或FCT（英语：FCT (test)））

## 限制
電路測試也有一些測試上的限制：
- 若是多個相同種類的元件並聯（例如二個電阻），測試時常會當成一個元件。
- 電解電容器的極性只有在特定情形下（例如沒有並聯在電源迴路上）才能測試，或是要透過特定感測器才能測試。
- 若要用電路測試來測試電路接點的品質，需要有額外的測試點，或是專用的線材harness。
- 電路測試的品質也會受到電路板設計的品質影響。若電路設計時沒有規劃測試用的電路，就無法進行對應的測試（可測試性設計）。

## 外部連結
- In-Circuit Test Tutorial （页面存档备份，存于）